# Yendri Sánchez
Yendri Jesús Sánchez González (Maracaibo, Zulia, Venezuela; 6 de junio de 1988 - Ciudad Ojeda, Zulia, Venezuela; 2 de agosto de 2018) fue un hombre venezolano que obtuvo reconocimiento por irrumpir en actos públicos de diversas personalidades. Su aparición más recordada fue el 19 de abril de 2013, cuando interrumpió el discurso de Nicolás Maduro durante su toma de posesión como presidente de Venezuela, en la Asamblea Nacional, en Caracas.

## Biografía
Sánchez padecía de trastorno bipolar y de esquizofrenia, como fue determinado por exámenes psiquiátricos a los que fue sometido de adulto. Sus padres se divorciaron cuando tenía cuatro años. De niño recibió numerosas citaciones en muchos colegios; se burlaban de él por copiar en exámenes y por "loco".

## Vida pública
En una entrevista con Carla Angola en el programa Buenas noches, en Globovisión, Sánchez declaró que a los once años empezó una competencia con un amigo, Juan Salas, para decidir quién podía colarse en más eventos públicos. Sánchez comenzó interrumpiendo a Servando y Florentino, en Caracas, y continuó subiéndose por siete horas en la pila 21 del Puente de Maracaibo; después de pedirle ayuda al gobernador de Zulia, recibió diez mil bolívares para entonces.
Más adelante abrazó a Lionel Messi en la Copa América y le quitó la corona a Miss Cojedes, Hannelly Quintero, durante el Miss Venezuela 2007, después de hacerse pasar por el estilista de Miss Zulia. Luego del incidente, incluso fue increpado por Osmel Sousa y fue la prioridad del personal identificarlo durante los certámenes de belleza. Por dos años consecutivos se lanzó en interiores al terreno de béisbol donde las Águilas del Zulia jugaban. En el estadio Luis Aparicio se subió en el andamio en el que se encontraba Tito el Bambino. En una presentación le arrebató la cadena a Chayanne, joya explica que vendió en 25 000 bolívares y le sirvió para comprar un televisor de plasma, un DVD, una laptop, ropa, zapatos y comida. Durante un allanamiento del Servicio Bolivariano de Inteligencia (SEBIN) en su rancho todas sus pertenencias compradas fueron robadas por los efectivos. Sánchez también se ha infiltrado en los cierres de campaña de Manuel Rosales, y en un acto se acercó al presidente Hugo Chávez haciéndose pasar por un escolta. A partir de entonces, cada vez que Chávez visitaba el estado Zulia enviaba efectivos del SEBIN para pasear a su familia, darles comida y darles dinero al saber que podían burlar su seguridad, y cuando los escoltas presidenciales llamaban al servicio de inteligencia para informar que Chávez estaba saliendo del estado eran regresados a su casa. 
En 2011, a Yendri se le abrió un expediente por el cargo hurto agravado en grado de frustración, siendo acusado por una doctora de la clínica PDVSA, en La Salina, Cabimas, porque lo encontró en su consultorio revisándole la cartera. a pesar de que Yendri aseguró que “no le había robado nada”. En 2013, Yendri se subió en la tarima durante un acto del candidato presidencial Henrique Capriles.

### Inauguración de Nicolás Maduro
El 19 de abril de 2013, Yendri se coló en la toma de posesión de Nicolás Maduro. En una entrevista con Panorama, explica que lo hizo porque quería "ganarle a Juan" y pedirle ayuda a Maduro para su familia; se puso una chaqueta roja prestada, fue a la Asamblea Nacional y se hizo pasar por el hijo de Diosdado Cabello. Los guardias de seguridad, sorprendidos, no le pidieron nada y lo sentaron al lado de María Gabriela Chávez y el Potro Álvarez. Cuando ella le preguntó quien era, respondió que era hijo de Jesse Chacón. Después de 15 minutos iniciada la cadena nacional, Yendri corrió hacia Maduro, le quitó su micrófono y le pidió ayuda antes de ser interceptado por la seguridad del evento. La imagen de la señal de la cadena nacional que trasmitía la ceremonia y el sonido se apagaron, y Maduro reapareció momentos después declarando que había habido “una falla de seguridad”. 
Por el hecho, Sánchez fue sentenciado a un año y cinco meses de prisión en la Comunidad Penitenciaria de Coro, estado Falcón, donde empeoró su enfermedad mental, enfrentando cargos por asociación para delinquir y ofensa agravada al jefe de gobierno, imputados por la fiscal Katherine Harington. A pesar de que Maduro dijo durante la transmisión de que hablaría con Sánchez después, nunca lo contactó. Al ser liberado, vuelve a ser arrestado dos días después por dar declaraciones en los medios de comunicación en seis comisarías del CICPC, la policía científica. Yendri fue liberado después de intentar suicidarse durante su detención prendiéndole fuego a su colchón y de lanzarse sobre unas puertas de vidrio cuando fue al baño una vez, rompiéndose parte del brazo. Un comisario le pagó las medicinas y la costura de 18 puntos de sutura de su brazo, y otro comisario le pagó tres sesiones de psiquiatría.

## Vida privada
Residía con una amiga en Ciudad Ojeda, en el estado Zulia, porque el rancho donde creció, también en Ciudad Ojeda, fue demolido para construirle una casa ofrecida por el presidente Chávez. A pesar de haber sido iniciada y tener la fachada lista, se inundaba porque no fue terminada, no tenía electricidad ni servicios conectados y le faltaban pisos y baños, siendo inhabitable.

## Muerte
Yendri Sánchez fue asesinado el 6 de agosto de 2018 en la casa donde residía, en estado de descomposición, donde, según efectivos de seguridad, estaba atado de manos y pies con la pitusa fuera, con una bolsa en la cabeza. Dos semanas después, la policía científica del CICPC detuvo tres sospechosos en Ciudad Ojeda, según el ministerio de interior, los sujetos confesaron "haber incurrido en un episodio de extravagancia sexual en el que estrangularon" a Yendri Sánchez, descartando el robo como el motivo del homicidio considerado inicialmente por los cuerpos de investigación.